# Liste der Kulturdenkmäler in Ettringen (Eifel)
In der Liste der Kulturdenkmäler in Ettringen sind alle Kulturdenkmäler der rheinland-pfälzischen Ortsgemeinde Ettringen aufgeführt. Grundlage ist die Denkmalliste des Landes Rheinland-Pfalz (Stand: 27. Oktober 2023).

## Einzeldenkmäler
| Bezeichnung                                  | Lage                                            | Baujahr                 | Beschreibung | Bild                           |
| -------------------------------------------- | ----------------------------------------------- | ----------------------- | --- | ------------------------------ |
| Katholische Pfarrkirche St. Maximin und Anna | Am Kirchberg 12 Lage                            | 1858/59                 | neugotische Basilika, Basaltbruchstein, 1858/59, Architekt Vincenz Statz, Köln                                                          | weitere Bilder Fotos hochladen |
| Kapelle, Kreuze und Grabmäler                | Am Kirchberg, bei Nr. 12 auf dem Kirchhof Lage  | 16. bis 19. Jahrhundert | Kapelle: gotischer Chor der alten Pfarrkirche; sechs Grabkreuze, 18. Jahrhundert; Grabmale, 19. Jahrhundert; Wegekreuz, bezeichnet 1669 | Fotos hochladen                |
| Kapelle                                      | Am Wingertsberg, bei Nr. 6 Lage                 | 1881                    | Kapelle; neugotischer Basaltquaderbau, Pyramidaldach, bezeichnet 1881; Wegekreuz, bezeichnet 1746                                       | BW                             |
| Relief                                       | Bäckerstraße, an Nr. 10 Lage                    | 17. Jahrhundert         | Barockrelief der Heiligen Barbara, 17. Jahrhundert                                                                                      | BW                             |
| Wegekreuz                                    | Bauersweg, Ecke Höhenweg Lage                   | 1785                    | Wegekreuz, Nischentyp, bezeichnet 1785                                                                                                  | BW                             |
| Wegekreuz                                    | Hauptstraße, bei Nr. 15 Lage                    | 1808                    | Wegekreuz, bezeichnet 1808 | BW                             |
| Grabkreuz                                    | Hauptstraße, Ecke Beller Straße Lage            | 1764                    | Grabkreuz, bezeichnet 1764 | BW                             |
| Villa                                        | Mayener Straße 21 Lage                          | 1920er Jahre            | Villa; Tuffquaderbau, Mansardwalmdach, 1920er Jahre                                                                                     | BW                             |
| Schule                                       | Neue Schulstraße 15 Lage                        | um 1900                 | L-förmiger Tuffquaderbau, um 1900 | BW                             |
| Wegekreuz                                    | nördlich des Ortes an der L 82 Lage             | 1616                    | Wegekreuz, bezeichnet 1616 | Fotos hochladen                |
| Grabkreuz                                    | nördlich des Ortes an der L 82 am Ortsrand Lage | 1807                    | Grabkreuz, bezeichnet 1807; Bildstock, Schöpflöffelform                                                                                 | BW                             |
| Hochsimmerturm                               | westlich des Ortes Lage                         | 1909–11                 | Basaltquadermauerwerk, 1909–11 | weitere Bilder Fotos hochladen |